# Festa do Interior
Festa do Interior é um álbum de estúdio da dupla sertaneja Chitãozinho & Xororó, lançado no ano de 2002. O álbum não traz tantas canções inéditas, o que se nota de tão presente no repertório são várias canções antigas do gênero, além de uma regravação da faixa-título, composta por Moraes Moreira. No álbum, há canções de Léo Canhoto, Teddy Vieira ("Rei do Gado"), Barrerito ("Uma Vez Por Mês") e uma regravação de "Ela Fez  Minha Cabeça", do disco Somos Apaixonados (1982). Das faixas inéditas, há "Eu e o Sabiá", composta para a trilha sonora da novela global Esperança e "Quem Tem Amor Tem Saudade", composta por Xororó. A própria Sandy contribuiu para o álbum com a faixa "Encontro Casual", adaptação para o português da música "Entra en mi Vida", da banda mexicana Sin Bandera.

## Faixas
| N.º | Título                               | Compositor(es)                                                  | Duração |  |
| 1.  | "Festa do Interior"                  | Moraes Moreira / Abel Silva                                     | 3:23    |  |
| 2.  | "Eu e o Sabiá"                       | Marcelo Barbosa / Luiz Schiavon / Nil Bernardes / Bozo Barretti | 4:03    |  |
| 3.  | "A Noite do Nosso Amor"              | Jack / Abel                                                     |         |  |
| 4.  | "Uma Vez Por Mês"                    | Neusa Rodrigues / Barrerito / José Russo                        | 3:12    |  |
| 5.  | "O Futuro é uma Incerteza"           | Tapuã                                                           | 2:45    |  |
| 6.  | "Quem Tem Amor Tem Saudade"          | Xororó                                                          | 3:35    |  |
| 7.  | "Berrante de Ouro"                   | Carlos César / José Fortuna                                     | 4:26    |  |
| 8.  | "Pedaço de Minha Vida"               | Mathias / Nascimento                                            | 3:12    |  |
| 9.  | "Explode Coração"                    | Léo Canhoto                                                     | 3:34    |  |
| 10. | "Viola"                              | José Vitor / Chico Amado                                        | 3:10    |  |
| 11. | "Ela Fez Minha Cabeça"               | Constantino Mendes / José Homero                                | 2:47    |  |
| 12. | "Estrada"                            | Vicente Dias / José Homero                                      | 4:14    |  |
| 13. | "Rei do Gado"                        | Teddy Vieira                                                    | 3:03    |  |
| 14. | "Encontro Casual (Entra En Mi Vida)" | Leonel García / Noel Schajris (versão: Sandy)                   | 4:10    |  |

| Festa do Interior (edição 2003) |                       |                 |         |  |
| N.º                             | Título                | Compositor(es)  | Duração |  |
| 15.                             | "Frete" (Faixa Bônus) | Renato Teixeira | 3:43    |  |